# Nati nel 1937/Senza giorno specificato
| Questa pagina contiene informazioni ricavate automaticamente dalle voci biografiche con l'ausilio del template Bio e di un bot. L'aggiornamento è periodico e automatico e ricostruisce completamente la pagina. Se manca una persona in questa lista, sei pregato di non aggiungerla, ma accertati piuttosto che la sua voce biografica contenga il template Bio e che i dati anagrafici siano correttamente compilati. Se il template Bio manca, inseriscilo tu stesso o, in alternativa, metti l'avviso {{tmp\|Bio}} che ne segnala la mancanza. Se i dati riportati sono sbagliati, correggi direttamente la voce biografica; le modifiche saranno visibili in questa lista entro pochi giorni. Per chiarimenti vedi il progetto biografie. La lista contiene solo le 114 persone che sono citate nell'enciclopedia e per le quali è stato implementato correttamente il template Bio. Pagina aggiornata al 18 ago 2025. |

- Haim Botbol, cantante marocchino
- Wilma Aris, attrice e showgirl italiana
- Roy Axe, designer britannico († 2010)
- Eduardo Balassaniàn, ex calciatore argentino
- Abdirahman Jama Barre, politico somalo († 2017)
- Teodosio Barresi, attore italiano († 2020)
- Manfredi Bellati, fotografo italiano
- Roberto Berardi, architetto e urbanista italiano († 2008)
- Liliana Betti, scrittrice, sceneggiatrice e regista italiana († 1998)
- Peter Brown, imprenditore britannico
- Lucio Brugliera, pittore italiano († 2013)
- Maurizio Brunori, biochimico italiano
- Giorgio Buccellati, archeologo italiano
- Jean-Pierre Buffi, architetto italiano
- Robert Burn, naturalista australiano
- John Byng-Hall, psichiatra britannico († 2020)
- Ünal Büyükaycan, cestista turco († 2018)
- Luis Camnitzer, artista uruguaiano
- Peter Campus, artista statunitense
- Giampiero Cane, scrittore, critico musicale e docente italiano
- Nadia Gamal, danzatrice e attrice egiziana († 1990)
- Claudio Casini, critico musicale italiano († 1994)
- Wayne Cherry, designer statunitense
- Monique Chiron, modella francese
- Giovanni Colombo, imprenditore e dirigente sportivo italiano († 1993)
- Mark James Elgar Coode, botanico britannico
- Valentino Di Bella, pianista italiano († 2008)
- Rodolfo Di Biasio, poeta e scrittore italiano († 2021)
- Roberto Di Marco, scrittore e saggista italiano († 2013)
- Memo Dittongo, attore italiano († 1992)
- Dong Zhiming, paleontologo cinese († 2024)
- Robert Eisenman, archeologo statunitense
- Elio Galasso, storico dell'arte, museologo e paleografo italiano
- Pier Luigi Ferrara, ingegnere italiano († 2007)
- Gordon Fester, cestista canadese († 2016)
- Goffredo Gaeta, ceramista e scultore italiano († 2022)
- Rossana Galli, attrice e modella italiana
- Emilio Ghisoni, inventore e progettista italiano († 2008)
- Henri Godard, critico letterario e docente francese
- James Goodfellow, ingegnere e inventore britannico
- Jack Guerrini, cantante e attore italiano († 1970)
- Nu'man Gum'a, politico egiziano († 2014)
- Marta Harnecker, giornalista e scrittrice cilena († 2019)
- Dave Helmick, pilota automobilistico statunitense († 2019)
- Elena Ivanovici, cestista rumena († 2024)
- Evgenij Kacura, sollevatore sovietico († 1967)
- Živko Kasun, cestista jugoslavo († 2009)
- Eddy Ko, attore cinese
- Vasili Kojucharov, compositore e direttore d'orchestra italiano
- Eberhard Koldewey, astronomo tedesco
- Germain Kouassi, cestista e allenatore di pallacanestro ivoriano († 2020)
- Edoardo Landi, pittore e scultore italiano
- Marino Livolsi, sociologo italiano
- Gilberto Lonardi, critico letterario italiano
- Roberto Loyola, pittore, regista e produttore cinematografico italiano († 2000)
- Lü Changxin, cestista e allenatore di pallacanestro cinese († 2022)
- Alejandro Majewski, ex calciatore uruguaiano
- Luigi Malice, pittore e scultore italiano
- Men Huifeng, artista marziale cinese
- Arvo Mets, poeta, traduttore e linguista russo († 1997)
- Jan Meyer, attore tedesco
- Michelino, cantante e batterista italiano († 2010)
- Aronne Miola, imprenditore e dirigente sportivo italiano
- Marvin Moriarty, sciatore alpino statunitense († 2022)
- Ashis Nandy, psicoanalista e filosofo indiano
- Abu Nidal, attivista, politico e terrorista palestinese († 2002)
- Armand Nováček, cestista rumeno († 2019)
- Arbie Orenstein, musicologo, biografo e pianista statunitense
- Mohammed Daoud Oudeh, terrorista palestinese († 2010)
- Waldir Pagan Peres, allenatore di pallacanestro brasiliano († 2014)
- Roberto Panichi, pittore e scrittore italiano († 2022)
- Fabrizio Pasquero, giornalista e autore televisivo italiano († 2023)
- Giancarlo Politi, editore e critico d'arte italiano
- Cristian Popescu, ex cestista rumeno
- Ermila Popova, cestista bulgara († 2021)
- Joe Quigg, ex cestista e allenatore di pallacanestro statunitense
- Ronald Radosh, scrittore, docente e storico statunitense
- John M. Riddle, storico statunitense
- Evgenij Rjumin, ex schermidore sovietico
- Clyde Roper, zoologo statunitense
- Sebastião Rufino, ex arbitro di calcio brasiliano
- Steve Russell, informatico statunitense
- William Francis Ryan, bibliotecario britannico († 2023)
- Victor Sadler, esperantista britannico († 2020)
- Fereydun Sahabi, geologo e politico iraniano
- Mohammad Salimi, generale iraniano († 2016)
- Lucio Salvini, produttore discografico, direttore artistico e giornalista italiano
- Tino Sangiglio, dirigente pubblico, scrittore e poeta italiano († 2008)
- Étienne Saqr, politico libanese
- Franco Scala, pianista italiano
- Gaetano Scardocchia, giornalista e scrittore italiano († 1993)
- Oscar Scolfaro, arbitro di calcio brasiliano († 2017)
- Arthur Allan Seidelman, regista televisivo, regista cinematografico e regista teatrale statunitense
- Toshio Sekiyama, giocatore di go giapponese († 1992)
- Mary Louise Smith, attivista statunitense
- Viliano Tarabella, scultore italiano († 2003)
- Slavka Taskova Paoletti, soprano bulgaro († 2024)
- Adalberto Tedeschi, dirigente sportivo e imprenditore italiano († 2007)
- Jack Telnack, designer statunitense
- Willis Thomas, ex cestista statunitense
- Fred Timakata, politico vanuatuano († 1995)
- Vito Tommaso, compositore e musicista italiano
- Bruno Traversetti, critico letterario, saggista e regista italiano († 2005)
- Ivo Trümpy, architetto svizzero
- Ömer Urkon, ex cestista turco
- Arie Vardi, pianista israeliano
- Choki Wangmo Wangchuck, principessa bhutanese
- Wu Bin, artista marziale cinese
- Güner Yalçıner, ex cestista turco
- Michelangelo Zurletti, musicologo e saggista italiano
- Khalid bin Abd Allah bin Abd al-Rahman Al Sa'ud, principe e imprenditore saudita († 2021)
- Mohammed bin Faysal Al Sa'ud, principe, politico e imprenditore saudita († 2017)
- Abd al-Aziz bin Muhammad al-Qasimi, sovrano emiratino († 2005)
- Thamir bin Abd al-Aziz Al Saud, principe saudita († 1958)